# Węzeł flagowy

Węzeł flagowy

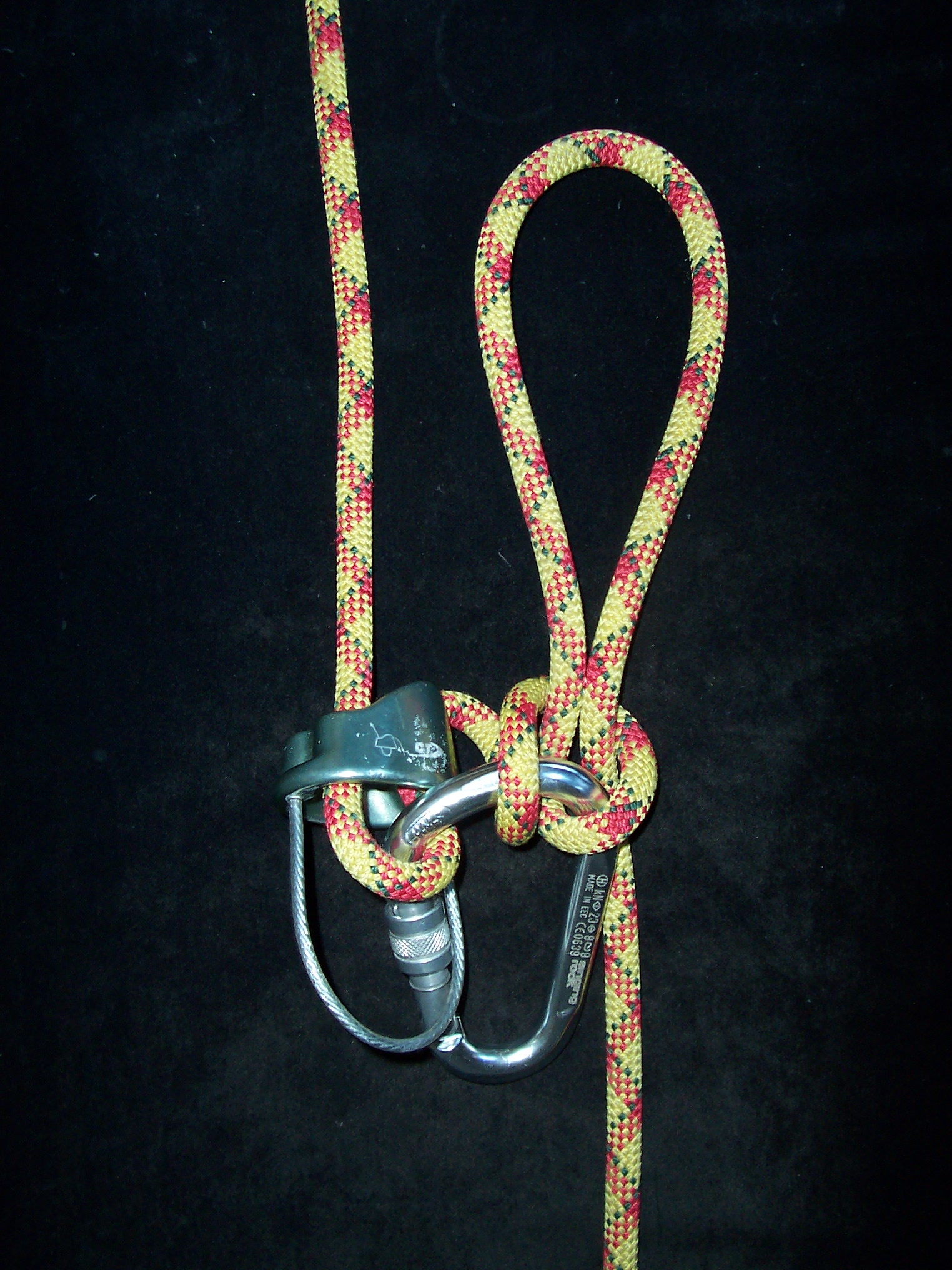
Węzeł flagowy, niezabezpieczony zawiązany na karabinku

Węzeł flagowy – węzeł stosowany we wspinaczce m.in. do blokowania liny asekurującej oraz w żeglarstwie m.in. do wiązania flagi do jej flaglinki (skąd wzięła się nazwa tego węzła).

## Zabezpieczony węzeł flagowy
Aby zabezpieczyć węzeł flagowy przed przypadkowym rozwiązaniem, należy zawiązać pętlą węzeł zwykły na linie, która będzie obciążana, lub spiąć pętle z liną przy użyciu karabinka.

## Zalety
- możliwość zawiązania jedną ręką
- szybkość wiązania i odwiązywania

## Wady
- niezabezpieczony może ulec przypadkowemu rozwiązaniu